# 샘 대스터
샘 대스터(Sam Dastor, 1941년 10월 2일 ~ )는 인도의 배우, 텔레비전 배우이다.
뭄바이에서 태어났다.

## 영화
- 피터 셀러스의 삶과 죽음 (2004년)
- 서치 어 롱 저니 (1998년)
- 포춘스 오브 워 (1987년)
- 우주대모험 1999 (1975년)
- 메이드 (1972년)
- 크라운 코트 (1972년)